# ديزي دي
ديزي دي (بالهولندية: Daisy Dee)‏ هي مغنية ومذيعة وملحنة ومنتجة أسطوانات ومقدمة تلفزيونية وممثلة هولندية، ولدت في 4 سبتمبر 1970 في كوراساو في مملكة هولندا.

## وصلات خارجية
- ديزي دي على موقع IMDb (الإنجليزية)
- ديزي دي على موقع ميوزك برينز (الإنجليزية)
- ديزي دي على موقع ديسكوغز (الإنجليزية)
- ديزي دي على موقع قاعدة بيانات الفيلم (الإنجليزية)